# Memorabili
I Memorabili sono un'opera di Senofonte dedicata a Socrate.

## Il titolo
Il titolo italiano, che deriva da quello latino di origine umanistica Memorabilia, non rende bene il greco ΑΠΟΜΝΗΜΟΝΕΥΜΑΤΑ (anche ἀπομνημονεύματα, apomnēmonéumata), che significa, propriamente, "appunti, ricordi", e non cose o discorsi degni di memoria come invece fa intendere l'aggettivo latino e italiano.

## Struttura e temi
L'opera, in quattro libri, sarebbe stata composta dopo il 371 a.C., poiché in almeno un passo sembra essere presupposta la situazione militare dopo la sconfitta spartana nella battaglia di Leuttra.
Essa si presenta come una raccolta di conversazioni ed episodi che vedono protagonista Socrate. Nel libro I, dopo la difesa diretta di Socrate, il resto del libro è costituito da un resoconto sulla pietà di Socrate ed il suo autocontrollo. I libri II e III sono dedicati in gran parte a mostrare come Socrate avesse beneficiato la sua famiglia, gli amici e vari ateniesi che venivano da lui per un consiglio. Infine, il libro IV si rivolge a un resoconto più dettagliato di come Socrate avesse istruito uno studente particolare, Eutidemo. Esso comprende un primo esempio (forse il primo) dell'argomento teleologico.
L'autore, attraverso questi 39 brevi dialoghi, vuole dimostrare come il maestro giovò ai propri amici sia con la parola sia con l'esempio della sua vita di uomo giusto e pio, modello di saggezza e di temperanza, di amor patrio e di filantropia. L'immagine di Socrate che emerge dagli scritti di Senofonte è quella di un uomo virtuoso e morigerato, cittadino modello, timorato degli dei, instancabile nel predicare la virtù e nell'esortare i giovani nell'obbedienza verso i genitori e alle leggi dello Stato.
La difesa di Socrate si traduce, dunque, in un vero e proprio intento apologetico nei confronti del filosofo, dal momento che egli esalta le sue azioni e il suo operato, ma, allo stesso tempo, Senofonte separa la sua figura da quella del regime democratico, che aveva condannato Socrate.

### Traduzioni recenti
- Memorabili, con un saggio di Antonio Labriola. Introduzione, traduzione e note di Anna Santoni. Testo greco a fronte, Milano 1989, ISBN 978-88-171-6701-7
- Tutti gli scritti socratici: Apologia di Socrate, Memorabili, Economico, Simposio, a cura di Livia De Martinis. Saggio introduttivo di Giovanni Reale, Milano 2013, ISBN 978-88-452-7424-4.

### Studi recenti
- G. Reale, L'importanza storico-ermeneutica di Senofonte come testimone del messaggio di Socrate pur nei suoi limiti filosofici, in Tutti gli scritti socratici: Apologia di Socrate, Memorabili, Economico, Simposio, a cura di Livia De Martinis. Saggio introduttivo di Giovanni Reale, Milano 2013, pp. 13-119, ISBN 978-88-452-7424-4.